# Aleksa Šantić

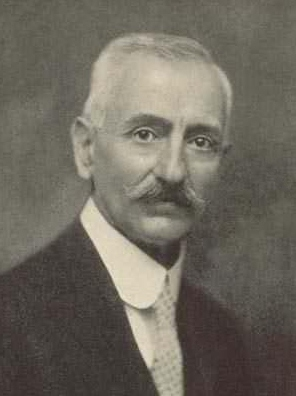
Aleksa Šantić um 1920

Aleksa Šantić (serbisch kyrillisch: Алекса Шантић) (* 27. Mai 1868 in Mostar, Bosnien-Herzegowina; † 2. Februar 1924 ebenda) war ein bosnischer Dichter.
Seine Werke befassten sich hauptsächlich mit der Kultur aus seiner Region, wobei er eine führende Gestalt gegen die nationale Bewegung gegen Österreich-Ungarn war. Darüber hinaus schrieb er viele Liebesgedichte und Versdramen.

## Leben
Šantić verbrachte sein ganzes Leben fast ausschließlich in seiner Heimatstadt Mostar. Er hatte vier Geschwister: zwei Brüder, Jeftan und Jakov; und zwei Schwestern, Zorica und Persa. Seine Schwester Zorica starb jedoch bereits als Baby.
In Triest und Ljubljana schloss er die Handelsschule ab und kehrte danach nach Mostar zurück. Dort wurde er Vorsitzender des Gesangsvereins „Gusle“ und gründete im Jahr 1896 mit Dučić und Atanasije Šolo die Zeitschrift „Zoro“.
Nach seinem Tod 1924 wurde in Serbien eine Stadt nach ihm benannt.

## Werke
Šantić’s Werke sind geprägt von seinen persönlichen Lebenserfahrungen. Zum einen befassen sie sich mit seinen verlorenen und verflossenen Lieben, die er zurücklassen musste, zum anderen war seine Poesie sehr heimatgebunden.